# Ферхо, Светлана Ивановна
Светлана Ивановна Ферхо (род. 9 марта 1953, Зыряновск, Восточно-Казахстанская область) — казахстанский политический деятель; кандидат педагогических наук (2004).

## Биография
Светлана Ивановна Ферхо родилась 9 марта 1953 года в городе Зыряновск Восточно-Казахстанской области.
В 1970—1977 годы работала старшей пионервожатой, учителем истории, обществоведения средней школы им. В. И. Ленина, методист Зыряновского дома пионеров. В 1979 году окончила исторический факультет Усть-Каменогорский педагогический институт с квалификацией «учитель истории и обществоведения». В 1977—1991 годы — организатор внеклассной, внешкольной работы, директор средней школы им. Н. Островского в Зыряновске.
В 1991—1999 годы заведовала Зыряновским гороно, в 1999—2006 — начальник, директор Департамента образования Восточно-Казахстанской области. В 2004 году защитила кандидатскую диссертацию («Формирование профессиональной компетентности учителей по использованию электронных учебных изданий в процессе обучения»).
В 2006—2007 годы — заместитель акима города Усть-Каменогорск Восточно-Казахстанской области.
С 27 августа 2007 по 20 января 2016 года — депутат Мажилиса Парламента Республики Казахстан ІV, V созывов, по партийному списку Народно-демократической партии «Нур Отан». Член Комитета по социально-культурному развитию, заместитель руководителя фракции «Нур Отан» в Мажилисе Парламента Республики Казахстан.

## Награды и звания
- 1983 — Почётная грамота Министерства образования Казахской ССР.
- 1985 — Нагрудный знак «Отличник просвещения Казахской ССР».
- 2002 — Нагрудный знак «Почётный работник образования Республики Казахстан»
- 2004 — Медаль «За трудовое отличие» (Казахстан)[2]
- 2010 — Орден Курмет[3]
- Педагогическая медаль имени «Ыбырая Алтынсарина»
- Медаль «10 лет независимости Республики Казахстан» (2001)
- Медаль «10 лет Астане» (2008)
- Медаль «20 лет независимости Республики Казахстан» (2011) и др.